# El enredo de la bolsa y la vida
El enredo de la bolsa y la vida es una novela escrita por el autor español Eduardo Mendoza en 2012. La novela es del género de misterio y policíaca. La acción transcurre en Barcelona.

## Sinopsis

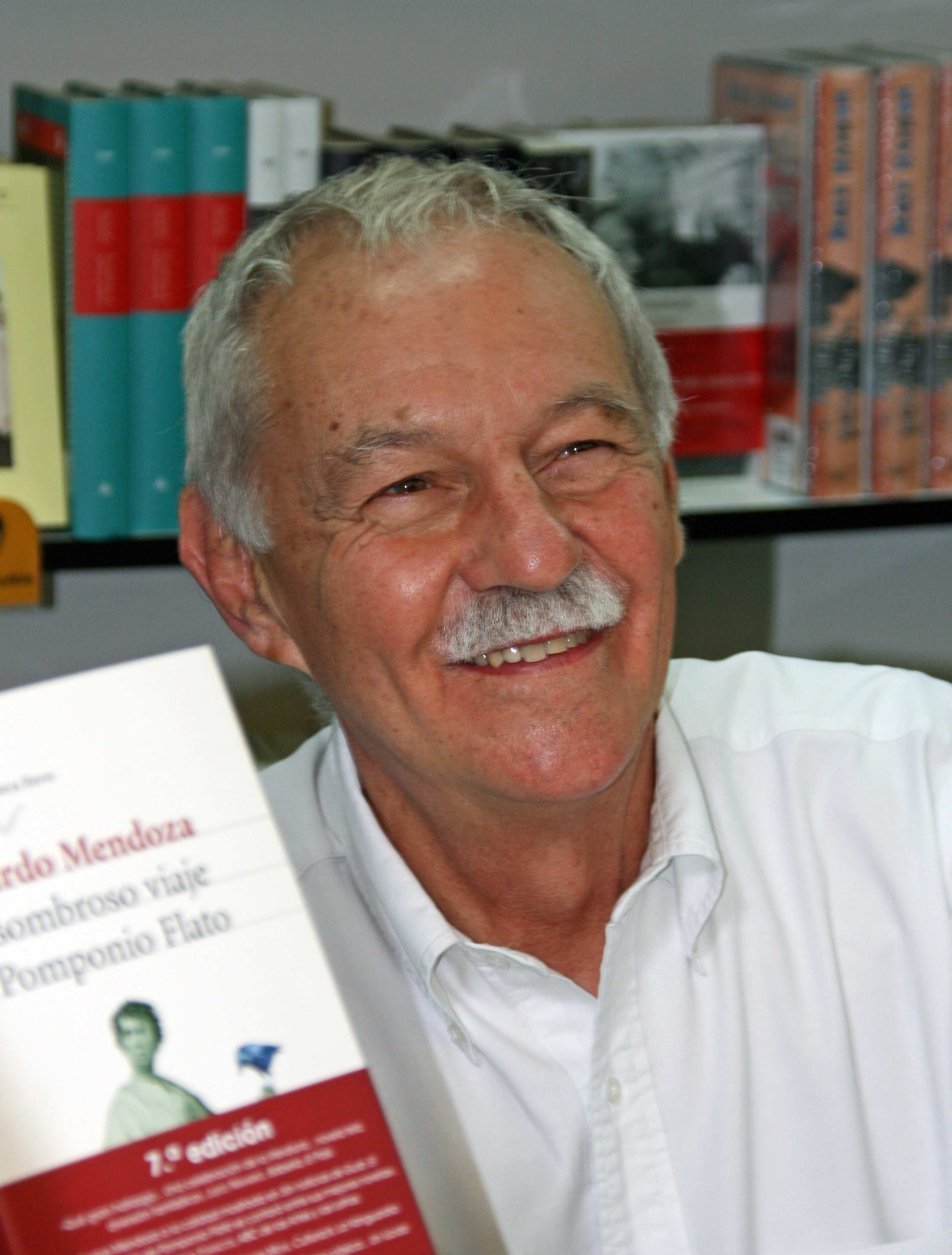
El autor en 2008

El anónimo detective de El misterio de la cripta embrujada, El laberinto de las aceitunas y La aventura del tocador de señoras regresa a la acción en tiempos de crisis. Contra su voluntad, es decir, movido por la amistad y sin un euro en el bolsillo, vuelve a ejercer de insospechado sabueso en la Barcelona de hoy en una carrera contrarreloj por desarticular una acción terrorista antes de que intervengan los servicios de seguridad del Estado. Años después de dejar el sanatorio mental donde compartieron celda, Rómulo el Guapo le propone a nuestro protagonista dar un golpe. Su negativa y la misteriosa desaparición de Rómulo serán el arranque de un enredo para resolver un caso de repercusiones internacionales con la ayuda de un infalible equipo: la adolescente Quesito, el timador profesional Pollo Morgan, el africano albino Kiwijuli Kakawa, conocido como el Juli, la Moski, acordeonista callejera, el repartidor de pizza Manhelik y el señor Armengol, regente del restaurante Se vende perro.